# Comté de Dunn (Wisconsin)
Pour les articles homonymes, voir Comté de Dunn et Dunn.
Le comté de Dunn est un comté situé dans l'État du Wisconsin aux États-Unis. Son siège est Menomonie. Selon le recensement de 2000, sa population était de 39 858 habitants.